# Bontoogerebia
De bontoogerebia (Erebia oeme) is een vlinder uit de onderfamilie Satyrinae van de familie Nymphalidae, de vossen, parelmoervlinders en weerschijnvlinders.
De bontoogerebia heeft een spanwijdte van 40 tot 46 millimeter.
De bontoogerebia komt voor in gebergten van Centraal- en Zuid-Europa. De vlinder leeft op graslanden, meestal vochtige of natte, maar ook wel drogere. De soort vliegt met name op hoogtes van 1500 tot 2000 meter boven zeeniveau, uiterste grenzen zijn 300 tot 2600 meter.
De soort vliegt in een jaarlijkse generatie van juni tot augustus. De rupsen ontwikkeling van ei tot volwassen vlinder duurt een of twee jaar afhankelijk van de hoogte. Als waardplanten worden diverse grassen gebruikt.